# 廖淑怡
廖淑怡（英語：Suey Liu Shuk Yi，1998年3月—）是香港新聞從業員，2022年8月加入無綫電視。曾任職有線新聞記者及主播。

## 簡歷
廖淑怡於2020年畢業於香港浸會大學，同年加入有線新聞任中國組實習記者，在經歷中國組離職潮後，廖淑怡在2021年1月轉到主播組成為新聞主播至2022年7月從有線新聞離職。
2022年8月，加入無綫新聞任職新聞主播，在入職短時間內已主持《探古尋源》、《武測天II》等專題節目，2023年5月開始成為新聞部王牌節目《香港早晨》恆常主播，接替已離職無線新聞台的主播麥詩敏。